# Castillo de Portalegre
El Castillo de Portalegre está situado en la parroquia de  Sé, ciudad y municipio de  Portalegre, Portugal.
En posición dominante sobre el asentamiento, destaca por el contraste entre el color oscuro de sus paredes y el blanco de la cal de las casas de alrededor. Su función primitiva era la defensa del camino del Alentejo, frente a Castilla.

## Historia

### Antecedentes
El nombre Portalegre se habría originado en Portus Alacer (puerto, punto de cruce, y alacer, alacre), o más simplemente puerto alegre.
No hay mucha información sobre la primitiva ocupación humana de su sitio. Según el fraile Amador Arrais, en el siglo XVI todavía habría ruinas de un templo dedicado al dios romano Baco en el lugar donde hoy se encuentra la iglesia de San Cristóbal, en la parte más alta de la ciudad, lo que podría indicar en algún momento la existencia de algún asentamiento importante en los primeros siglos de nuestra era.
Hasta principios del siglo XX se debatió si las ciudades romanas de Ammaia o Medobriga, a las que se refieren diversas fuentes históricas, podían estar situadas en la zona que actualmente ocupa Portalegre, pero desde hace tiempo ningún estudioso ha dado gran crédito a esta hipótesis, aunque tradicionalmente se admite que el lugar, estratégico en la ruta de sur a norte, pudo ser un almacén donde el alojamiento y el abastecimiento de los viajeros era una actividad importante, de ahí el nombre de puerto, punto de paso o abastecimiento. Es probable que en el siglo XII hubiera un asentamiento en el valle al este de la Serra da Penha. Siendo el lugar agradable, alegre, es decir, por el contraste de sus laderas y verdes valles con el paisaje más árido y monótono al sur y al norte, la aldea prosperó y se sabe que en 1129 era una aldea del municipio de Marvão, pasando la sede del municipio en 1253.

### El castillo medieval
La información histórica se remonta sólo a la época de la Reconquista Cristiana de la península ibérica, cuando el rey Alfonso III(r. 1248-1279) concedió el primer fuero a la ciudad (1259) y ordenó la construcción de las primeras fortificaciones, que nunca se completaron.
Su hijo y sucesor  Don Dinis (r. 1279-1325) reforzó esta defensa a partir de 1290, así como la construcción de la muralla de la ciudad, motivada tanto por el aumento de los límites urbanos, como por las necesidades de defensa de la frontera contra los dominios de Castilla. Don Dinis vino a hostigar a la ciudad con la ayuda de las fuerzas de la  Orden de los Caballeros Templarios y la Orden de Avis ese mismo año durante 5 meses, durante la guerra civil que le opuso a su hermano  Afonso, el señor de la ciudad. 
Después de que el rey Fernando muriera en 1383 sin dejar herederos varones, el Leonor Téllez de Meneses asumió la regencia del Reino al mismo tiempo que estaba enamorado del  Conde Andeiro, un noble gallego. Esta situación preocupaba a la mayoría del pueblo, a la burguesía y a una parte de la nobleza, porque se temía que esta situación reforzara las pretensiones al trono portugués del rey Juan I de Castilla, que estaba casado con  doña Beatriz, la hija de Fernando y Leonor. Esta crisis dinástica, que implicó una guerra civil con contornos bélicos entre Portugal y Castilla, se conocería como la  crisis de 1383-1385. El partido más fuerte entre los que se oponían a las reivindicaciones al trono de Juan de Castilla y doña Beatriz apoyó la coronación del Maestro de Avis. Entre los nobles que apoyaban al Mestre de Avis estaba Nuno Álvares Pereira, hermano del entonces alcalde de Portalegre, Pedro Álvares Pereira, Prior de Crato, superior de la  Orden de los Hospitalarios de Portugal), que era un ferviente partidario de doña Leonor. Esta posición del alcalde provocó la revuelta del pueblo de Portalegre, que rodeó el castillo y obligó a don Pedro a huir a  Crato. El exalcalde murió en 1385 en la batalla de Aljubarrota, donde luchó en el lado opuesto de su hermano Nuno. La madre de los hermanos Álvares Pereira, Fria Gonçalves, vivía entonces en "Corro", hoy Praça da República.
Durante la Edad Moderna, la valla amurallada del pueblo se reforzó. En el siglo XVI la cúpula de la torre del homenaje fue reconstruida, ahora con una estructura polinervada, supuestamente reemplazando el primitivo sistema gótico de cruce, entonces arruinado

### Desde la Guerra de Restauración hasta nuestros días
En el contexto de la  Guerra de Restauración, la defensa de este tramo de la frontera ha recuperado importancia estratégica. Por esta razón, se iniciaron los trabajos para modernizar y fortalecer el complejo defensivo, que se desarrolló entre 1641 y 1646, adaptándolo a los tiros de artillería de la época.
Durante la guerra de sucesión española, las defensas del pueblo resultaron insuficientes, siendo ocupadas por tropas hispano-francesas en 1704.
En 1801 Portalegre fue conquistado por los españoles durante la guerra de las Naranjas.
Durante la Guerra de la Independencia Española, Portalegre se rebeló contra las tropas napoleónicas invasoras estacionadas en la región en 1808 al mando del general francés Loison, apodado "el hombre de un solo brazo".
Entre los siglos XVII y XVIII, la prosperidad de la aldea está atestiguada por sus edificios civiles y religiosos de estilo barroco. El crecimiento urbano impuso, a partir del siglo XIX, el abandono, la ruina y la destrucción de varias secciones del complejo militar, clasificado en el siglo XX como Monumento Nacional por decreto publicado el 29 de junio de 1922. La intervención del poder público, sin embargo, sólo se hizo sentir en los años 60, con obras de consolidación, restauración y reconstrucción bajo la responsabilidad de la DGEMN. Varias construcciones fueron entonces demolidas, unidas a los viejos muros, y los parapetos y almenas se reconstituyeron en varios tramos.
El Núcleo Museológico del Castillo fue fundado en 1999, por iniciativa de la Región de Turismo de São Mamede y el Ayuntamiento de Portalegre, exhibiendo piezas de armería, desde el siglo XV hasta la Primera Guerra Mundial.
A mediados de la década de 2000 hubo intervenciones en algunas partes de las murallas, que se hicieron más accesibles al público, a saber, una sección inmediatamente al norte del castillo y otra sección cerca de la Rua da Figueira, debajo del Palacio Amarillo.
En 2016, el Estado tiene la intención de conceder el edificio a inversores privados con el compromiso de rehabilitación, preservación y conservación.

## Características
El castillo, con forma de polígono octogonal e irregular, se levanta en la parte oriental de la parte más antigua de la ciudad. En ella destaca la torre del homenaje, de planta cuadrada, integrada en la muralla, protegiendo la puerta principal. Marcado hoy por elementos del estilo gótico, está dividido internamente en dos pisos cubiertos por bóvedas, rasgadas por puertas y ventanas. Bordeando esta torre se abre la Plaza de Armas, delimitada por dos torres en los ángulos de las cortinas, y en la que se identifican rastros de edificios.
La doble muralla de la villa, de planta ovalada irregular, construida por D. Dinis y modificada posteriormente, fue reforzada por doce torres, y en ella se rasgaron siete puertas, las del Postigo, de Alegrete, de Elvas, de la Devesa, de Espírito Santo, del Obispo y de São Francisco, de las que sólo quedan tres: la Porta de Alegrete, la Porta do Crato y la Porta da Devesa. Aunque no está caracterizado en varios tramos, su circuito sigue siendo identificable por el trazado de las calles.
Del refuerzo defensivo erigido a mediados del siglo XVII, el Fortim de São Cristóbal, el Fortim de São Pedro y el Fortim de Boavista, frente a las murallas medievales a las que estaban conectados, dando a la defensa la forma de un polígono estrellado, en boga en la época.